# Bait 3D
Bait 3D (br: Isca)  é um filme de terror australiano de 2012. Foi dirigido por Kimble Rendall e é baseado no roteiro de John Kim e Mulcahy Russell. É estrelado por Phoebe Tonkin, Xavier Samuel, Julian McMahon, Cariba Heine, Alex Russell, Lincoln Lewis, Alice Parkinson e Dan Wyllie. O filme foi lançado em 20 de setembro de 2012 na Austrália.

## Elenco
- Xavier Samuel como Josh
- Phoebe Tonkin como Jaime
- Sharni Vinson como Tina
- Julian McMahon como Doyle
- Richard Brancatisano como Rory
- Alice Parkinson como Naomi
- Damien Garvey como Colins
- Lincoln Lewis como Kyle
- Cariba Heine como Heather
- Alex Russell como Ryan
- Adrian Pang como Jessup
- Qi Yuwu como Steven
- Martin Sacks como Todd

## Produção
O filme foi realizado em 29 Novembro de 2011.

## Sequência
O filme ganhará uma sequencia, prevista para Março de 2014.